# Rhynchosia chevalieri
Rhynchosia chevalieri är en ärtväxtart som beskrevs av Hermann August Theodor Harms. Rhynchosia chevalieri ingår i släktet Rhynchosia och familjen ärtväxter. Inga underarter finns listade i Catalogue of Life.